# Подъём переворотом

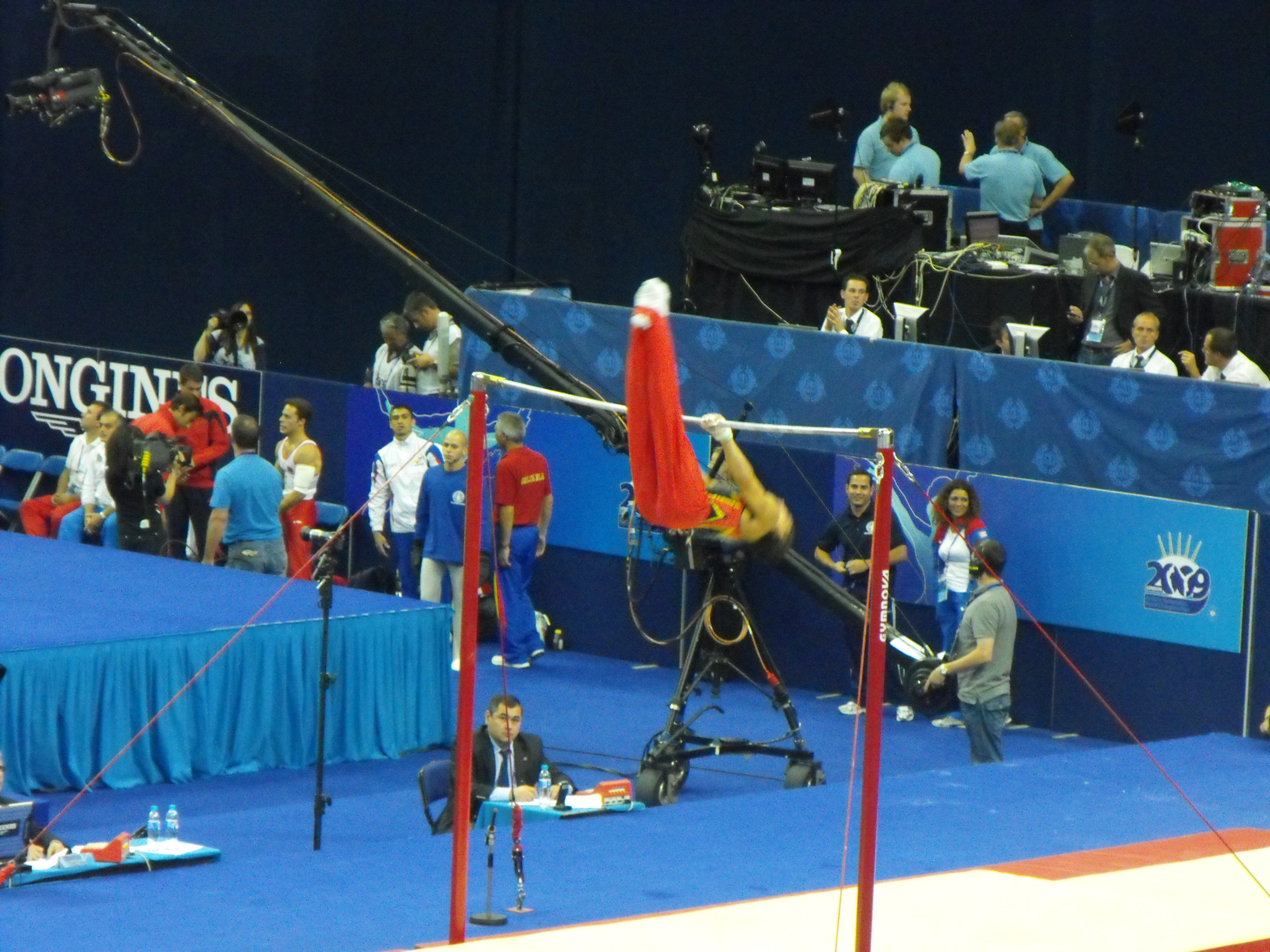

Подъём переворо́том (подъём-переворо́т) — упражнение на перекладине.
Подъём переворотом является распространённым физическим упражнением и является частью норматива ГТО. Также является базовым элементом дворового вида гимнастики (воркаут).
Выполняется из положения виса, расположение рук — хват перекладины сверху (либо любой другой). При исполнении упражнения сначала выполнить подтягивание, после этого поднять ноги вперёд и вверх выше уровня перекладины, так, чтобы гриф оказался на уровне пояса, затем перенести ноги за плоскость турника, и, используя их массу и маховое движение туловищем, осуществить переворот назад.
В джимбарре данное упражнение носит название entrada de pecho.